# Johann I. (Habsburg-Laufenburg)
Johann I. (Habsburg-Laufenburg), auch Hans I. (* um 1297; † 20.–30. September 1337 bei Grynau), war ein Graf von Habsburg-Laufenburg, nach dem Tod seines Vaters Rudolf III. 1314 Landgraf im Klettgau, Vogt des Klosters Rheinau und Herr über die Wartenberger Schlösser.

## Leben
Johann I. war der Sohn von Rudolf III. und seiner zweiten Gemahlin Elisabeth von Rapperswil. Den Laufenburgern erneuerte er 1315 ihr Stadtrecht.

### Burg Balm
Von den Herren von Balm übernahm Johann I. nach der Rüeger-Chronik die Burg Balm, wobei dem Chronist nichts genaues bekannt war, er schrieb: in welchem iar mag ich nit wüssen, wie ouch das nit, wann die von Balm, oder ouch warum si von diser ihrer grichtsherrligkeit vertriben worden und darum kommen. Jedoch steht für ihn fest: Im 1326 im iar des Herren, hatt graf Hans von Habspurg die herrschaft Balm schon in siner gwalt, da er ouch dem Spital [in Schaffhausen] alhie ein guot zu Balm (verstand im dorf) verlihe.

### Intervention in Zürich
Johann setzte 1336 auf die unterlegene Partei bei der »Revolution in Zürich«, die durch den Ritter und Bürgermeister von Zürich Rudolf Brun und dessen Brunsche Zunftverfassung ausgelöst wurde. Er gewährte Brun auf seinem Schloss Rapperswil Asyl. 
Im weiteren Verlauf der Geschehnisse fiel Johann in der Schlacht bei Grynau als Anführer, ebenso auch der Anführer der Gegner, der Toggenburger Graf Kraft III. von Toggenburg.

## Familie
Er war verheiratet mit Agnes von Werd († nach 9. Februar 1354), Tochter des Sigismund von Werd, Landgraf des Unter-Elsaß. Das Paar hatte folgende Kinder:
- Johann II., († 17. Dezember 1380) ⚭ 1352 Varenne de Neufchâtel (†  1372)
- Adelheid († vor 1370) ⚭ Heinrich IV., Graf von Montfort-Tettnang († 15. Juli 1408)[3]
- Agnes, Chorfrau im Damenstift Säckingen (belegt 1354)
- Rudolf IV. († September 1383) ⚭ Verena Gonzaga
- Elisabeth  ⚭ Johann II. Truchsess von Waldburg  (* um 1344; † 31. März 1424)
- unbekannte Tochter (? Katharina, Nonne im Kloster Königsfelden)
- Gottfried II. († 1375)

⚭ Agnes von Teck
⚭ Elisabeth (?) von Ochsenstein